# Umbral (espiritismo)
Umbral é usado na Doutrina Espírita para designar, na obra espírita Nosso Lar, psicografada por Chico Xavier e atribuída ao espírito de André Luiz, o "estado ou lugar transitório por onde passam as pessoas que não souberam aproveitar a oportunidade de evolução em sua vida na Terra".

## Etimologia
Umbra: substantivo feminino, da astronomia e significa a parte mais escura das manchas solares, que constitui a região mais central dessas manchas. Do latim significa "sombra".
Umbral: vem do espanhol, da palavra umbral, significa "soleira da porta". Limiar, entrada.
No contexto do espiritismo, entretanto, a etimologia mais provável é "lugar das sombras" (do latim umbra = sombra).

## Interpretações
O sentido espírita guarda os dois sentidos anteriores: primeiro por se tratar de uma dimensão que está "entre" a dimensão material (ou física) e a dimensão espiritual (ou sutil) e seria, para a maioria dos espíritos que desencarnam, a "porta de entrada" no plano espiritual.
Segundo "O Espiritismo A a Z", "Umbral é um imenso território da névoa que desempenha as funções de alfândega da espiritualidade".
Situado entre a Terra e o Céu, é dolorosa região de sombras, erguida e cultivada pela mente humana, em geral rebelde e ociosa, desvairada e enfermiça.

## Características
No imaginário popular, decorrente da leitura de Nosso Lar e sua adaptação para o cinema (o filme Nosso Lar), reforçado por outras obras audiovisuais que abordaram a temática espírita, como a telenovela da Rede Globo, A Viagem, o Umbral seria mal iluminado, cheio de "trevas" (que é a primeira imagem que vem à mente quando se fala de umbral no sentido da psicofísica).